# Heavy Expanded Mobility Tactical Truck

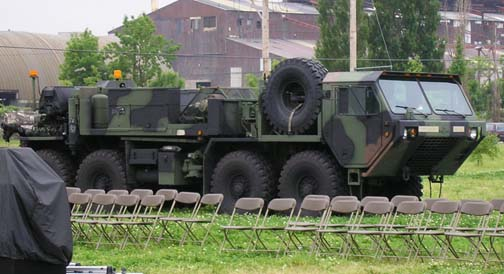
M984 HEMTT als Bergungsfahrzeug

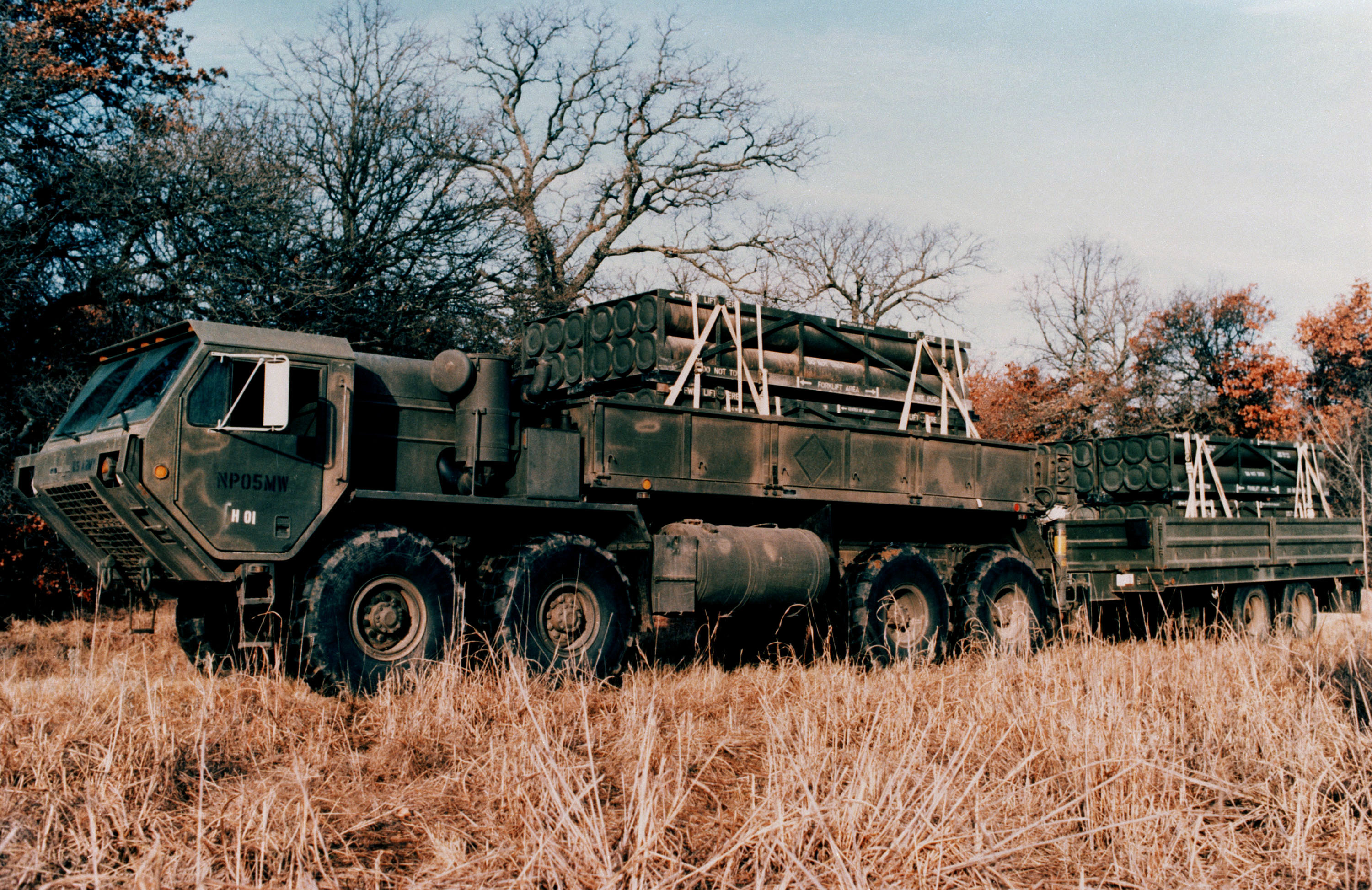
HEMTT transportiert Raketen für den Mehrfachraketenwerfer Multiple Launch Rocket System

Der Heavy Expanded Mobility Tactical Truck (HEMTT) ist ein Versorgungsfahrzeug der US Army, das im großen Stil im Ersten und im Zweiten Irakkrieg zum Einsatz kam und in dieser Rolle zahlreiche ältere LKW-Typen ablöste.
Seit 1982 liefert die Oshkosh Truck Corporation in Wisconsin (USA) den HEMTT in großen Stückzahlen an die US Army (ursprüngliche Bezeichnung: Heavy Expandable Multipurpose Tactical Truck). Die interne Modellbezeichnung lautet M977 A2 Series (früher M977 Series). Bei dem HEMTT handelt es sich um einen starken und in verschiedenen Versionen gebauten vierachsiger Mehrzweck-Lastwagen, der seit den Golfkriegen das Rückgrat der Versorgungseinheiten der Army darstellt.

## Versionen
- M977 Truck, cargo: Fracht-LKW

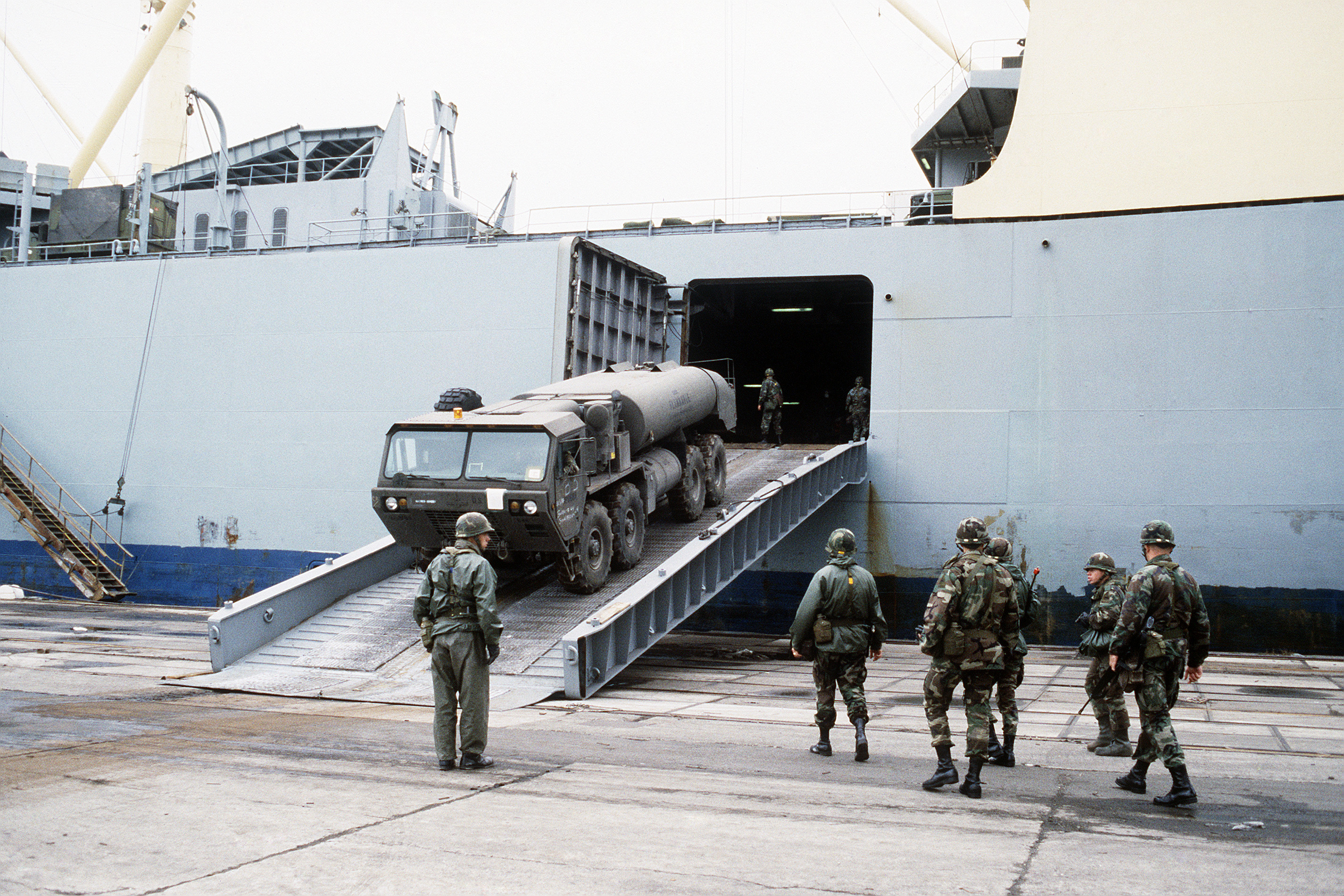
Taktischer Tanklastwagen M978 der US-Armee, 1984

- M978 Truck, tanker fuel: Tanklastwagen mit ca. 10.000 Liter Fassungsvermögen (2500 Gallonen)
- M983 Truck, tractor: Sattelzugmaschine für schwere Lasten
- M984 Truck, wrecker: Bergungsfahrzeug
- M985 Truck, cargo, with crane: Fracht-LKW mit Hebekran

## Technische Daten

### Abmessungen
| Typ                                                                                                | Länge              | Breite           | Radstand          |
| -------------------------------------------------------------------------------------------------- | ------------------ | ---------------- | ----------------- |
| M977                                                                                               | 10,19 m (401 Zoll) | 2,44 m (96 Zoll) | 5,33 m (210 Zoll) |
| M978                                                                                               | 10,19 m (401 Zoll) | 2,44 m (96 Zoll) |                   |
| M983                                                                                               | 8,41 m (331 Zoll)  | 2,44 m (96 Zoll) | 4,60 m (181 Zoll) |
| M984                                                                                               | 9,57 m (392 Zoll)  | 2,44 m (96 Zoll) | 4,85 m (191 Zoll) |
| M985                                                                                               | 10,19 m (401 Zoll) | 2,44 m (96 Zoll) |                   |
| Die Höhe beträgt bei allen Typen, je nach Aufbau zwischen 2,59 m (102 Zoll) und 2,84 m (112 Zoll). |                    |                  |                   |

### Leergewicht
| Typ                   | Gewicht                          |
| --------------------- | -------------------------------- |
| M977 ww (mit Winde)   | 17,6 t (38.800 lbs)              |
| M977 wow (ohne Winde) | 17,1 t (37.900 lbs)              |
| M978 ww               | 17,3 t (38.200 lbs)              |
| M978 wow              | 17,0 t (37.300 lbs)              |
| M983 w. crane         | 17,8 t (39.200 lbs)              |
| M983 wo. Crane        | 14,6 t (32.200 lbs)              |
| M984                  | 23,1 t (50.900 lbs)              |
| M985 ww               | 18,0 t (39.600 lbs)              |
| M985 wow              | 17,5 t (38.700 lbs)              |
|                       | (Umrechnung: 2204,585 lbs = 1 t) |

Beim Zusatzkran handelt es sich um den Typ Grove mit 1,134 Tonnen (2500 lbs) Tragfähigkeit (Höhe 5,79 m (19 Fuß)).
Die militärische Zuladung im Gelände beträgt ca. 10 Tonnen (22.000 lbs) bei allen Typen. Die HEMTT verfügen über einen 450 PS leistenden 8-Zylinder-Zweitaktdieselmotor 8V92TA von Detroit Diesel mit 12,06 Litern Hubraum. Die Höchstgeschwindigkeit liegt bei 92 km/h (57 mph), die Trucks haben eine 5-Stufen-Automatik mit 2-Gang-Untersetzung und per Druckluft entkoppelbare Front-Tandem-Achsen sowie Allradantrieb (8×8). Reifentyp und -größe: Michelin schlauchlos 16.00 R20.
Der Aktionsradius des Fahrzeugs beträgt 640 km (400 Meilen) bei einem Tankinhalt von 587 Litern (155 Gallonen). Die Bodenfreiheit liegt bei 61 cm (24 Zoll), die Steigfähigkeit bei 60 % mit 10 Tonnen Zuladung. Die Bordelektrik ist auf 24 Volt ausgerichtet. Die Wattiefe des HEMTT beträgt 1,22 m (48 Zoll).